# Costituzione del Principato di Monaco
Nel 1848, il principe Florestano I cercò di rispondere alle richieste locali di maggiore democrazia e propose due costituzioni alla popolazione, ma furono respinte, in particolare dagli abitanti di Mentone. Fu solo nel 1911 che il principato adottò una costituzione. Da allora Monaco ha conosciuto due costituzioni:
- la costituzione del 1911, in vigore dal 1911 al 1962;
- la costituzione del 1962, in vigore dal 1962.